# Bellville (Sudafrica)
Bellville è un centro abitato già autonomo della provincia del Capo Occidentale nel Sudafrica, che attualmente fa parte della più grande municipalità metropolitana di Città del Capo.
Originariamente chiamata 12 Mile Post (in afrikaans: 12-Myl-Pos) perché a 12 miglia (20 km) dal centro di Città del Capo, venne fondata come una stazione ferroviaria sulla linea da Città del Capo a Stellenbosch e Strand. Nel 1861 fu rinominata Bellville, dal nome del governatore generale Charles Davidson Bell. La città si trova nella periferia nord della grande area di Città del Capo. Situata vicino all'aeroporto, dispone di vari strutture pubbliche tra cui il Karl Bremer Hospital, connesso all'University of Stellenbosch Medical School, la Cape Peninsula University of Technology e la University of the Western Cape.